# Formula 1 – sezona 1979.
| FIA Svjetsko automobilističko prvenstvo 1979. | FIA Svjetsko automobilističko prvenstvo 1979. |
|                                               | Prvak                                         |
| --------------------------------------------- | --------------------------------------------- |
| Vozač                                         | Jody Scheckter (Ferrari)                      |
| Konstruktor                                   | Ferrari                                       |
| Prethodna sezona                              | Sljedeća sezona                               |
| 1978.                                         | 1980.                                         |

Formula 1 – sezona 1979., bila je 30. sezona svjetskog prvenstva Formule 1. Vozilo se 15 utrka u periodu od 21. siječnja do 7. listopada 1979. godine. Svjetski prvak postao je Jody Scheckter, a konstruktorski prvak po šesti put momčad Ferrarija.

## Vozači i konstruktori
| Konstruktor / Momčad                                                         | Šasija                                      | Motor                                             | Gume | #  | Vozači                 | Utrke        |
| ---------------------------------------------------------------------------- | ------------------------------------------- | ------------------------------------------------- | ---- | -- | ---------------------- | ------------ |
| Lotus-Ford Cosworth Martini Racing Team Lotus                                | Lotus 79 Lotus 80                           | Ford Cosworth DFV V8 3.0                          | G    | 1  | Mario Andretti         | Sve          |
| Lotus-Ford Cosworth Martini Racing Team Lotus                                | Lotus 79 Lotus 80                           | Ford Cosworth DFV V8 3.0                          | G    | 2  | Carlos Reutemann       | Sve          |
| Tyrrell-Ford Cosworth Team Tyrrell Candy Tyrrell Team                        | Tyrrell 009                                 | Ford Cosworth DFV V8 3.0                          | G    | 3  | Didier Pironi          | Sve          |
| Tyrrell-Ford Cosworth Team Tyrrell Candy Tyrrell Team                        | Tyrrell 009                                 | Ford Cosworth DFV V8 3.0                          | G    | 4  | Jean-Pierre Jarier     | 1-9, 12-15   |
| Tyrrell-Ford Cosworth Team Tyrrell Candy Tyrrell Team                        | Tyrrell 009                                 | Ford Cosworth DFV V8 3.0                          | G    | 4  | Geoff Less             | 10           |
| Tyrrell-Ford Cosworth Team Tyrrell Candy Tyrrell Team                        | Tyrrell 009                                 | Ford Cosworth DFV V8 3.0                          | G    | 4  | Derek Daly             | 11           |
| Tyrrell-Ford Cosworth Team Tyrrell Candy Tyrrell Team                        | Tyrrell 009                                 | Ford Cosworth DFV V8 3.0                          | G    | 33 | Derek Daly             | 14-15        |
| Brabham-Alfa Romeo Brabham-Ford Cosworth Parmalat Racing Team                | Brabham BT48 Brabham BT46A                  | Alfa Romeo 1260 V12 3.0 Alfa Romeo 115-12 F12 3.0 | G    | 5  | Niki Lauda             | 1-13         |
| Brabham-Alfa Romeo Brabham-Ford Cosworth Parmalat Racing Team                | Brabham BT48 Brabham BT46A                  | Alfa Romeo 1260 V12 3.0 Alfa Romeo 115-12 F12 3.0 | G    | 6  | Nelson Piquet          | 1-13         |
| Brabham-Alfa Romeo Brabham-Ford Cosworth Parmalat Racing Team                | Brabham BT49                                | Ford Cosworth DFV V8 3.0                          | G    | 5  | Ricardo Zunino         | 14-15        |
| Brabham-Alfa Romeo Brabham-Ford Cosworth Parmalat Racing Team                | Brabham BT49                                | Ford Cosworth DFV V8 3.0                          | G    | 6  | Nelson Piquet          | 14-15        |
| McLaren-Ford Cosworth Marlboro Team McLaren                                  | McLaren M28 McLaren M26 McLaren M29         | Ford Cosworth DFV V8 3.0                          | G    | 7  | John Watson            | Sve          |
| McLaren-Ford Cosworth Marlboro Team McLaren                                  | McLaren M28 McLaren M26 McLaren M29         | Ford Cosworth DFV V8 3.0                          | G    | 8  | Patrick Tambay         | Sve          |
| ATS-Ford Cosworth ATS Wheels                                                 | ATS D2 ATS D3                               | Ford Cosworth DFV V8 3.0                          | G    | 9  | Hans Joachim Stuck     | Sve          |
| Ferrari Scuderia Ferrari SpA SEFAC                                           | Ferrari 312T3                               | Ferrari 015 F12 3.0                               | M    | 11 | Jody Scheckter         | 1-2          |
| Ferrari Scuderia Ferrari SpA SEFAC                                           | Ferrari 312T3                               | Ferrari 015 F12 3.0                               | M    | 12 | Gilles Villeneuve      | 1-2          |
| Ferrari Scuderia Ferrari SpA SEFAC                                           | Ferrari 312T4                               | Ferrari 015 F12 3.0                               | M    | 11 | Jody Scheckter         | 3-15         |
| Ferrari Scuderia Ferrari SpA SEFAC                                           | Ferrari 312T4                               | Ferrari 015 F12 3.0                               | M    | 12 | Gilles Villeneuve      | 3-15         |
| Copersucar-Ford Cosworth Fittipaldi Automotive                               | Copersucar F5A Copersucar F6 Copersucar F6A | Ford Cosworth DFV V8 3.0                          | G    | 14 | Emerson Fittipaldi     | Sve          |
| Copersucar-Ford Cosworth Fittipaldi Automotive                               | Copersucar F5A Copersucar F6 Copersucar F6A | Ford Cosworth DFV V8 3.0                          | G    | 19 | Alex Ribeiro           | 14-15        |
| Renault Equipe Renault Elf                                                   | Renault RS01 Renault RS10                   | Renault EF1 V6 t 1.5                              | M    | 15 | Jean-Pierre Jabouille  | Sve          |
| Renault Equipe Renault Elf                                                   | Renault RS01 Renault RS10                   | Renault EF1 V6 t 1.5                              | M    | 16 | René Arnoux            | Sve          |
| Shadow-Ford Cosworth Samson Shadow Racing Team Interscope Shadow Racing Team | Shadow DN9                                  | Ford Cosworth DFV V8 3.0                          | G    | 17 | Jan Lammers            | Sve          |
| Shadow-Ford Cosworth Samson Shadow Racing Team Interscope Shadow Racing Team | Shadow DN9                                  | Ford Cosworth DFV V8 3.0                          | G    | 18 | Elio de Angelis        | Sve          |
| Wolf-Ford Cosworth Olympus Cameras Wolf Racing                               | Wolf WR7 Wolf WR8 Wolf WR9                  | Ford Cosworth DFV V8 3.0                          | G    | 20 | James Hunt             | 1-7          |
| Wolf-Ford Cosworth Olympus Cameras Wolf Racing                               | Wolf WR7 Wolf WR8 Wolf WR9                  | Ford Cosworth DFV V8 3.0                          | G    | 20 | Keke Rosberg           | 8-15         |
| Ensign-Ford Cosworth Team Ensign                                             | Ensing N177 Ensing N179                     | Ford Cosworth DFV V8 3.0                          | G    | 22 | Derek Daly             | 1-7          |
| Ensign-Ford Cosworth Team Ensign                                             | Ensing N177 Ensing N179                     | Ford Cosworth DFV V8 3.0                          | G    | 22 | Patrick Gaillard       | 8-12         |
| Ensign-Ford Cosworth Team Ensign                                             | Ensing N177 Ensing N179                     | Ford Cosworth DFV V8 3.0                          | G    | 22 | Marc Surer             | 13-15        |
| Merzario-Ford Cosworth Team Merzario                                         | Merzario A1B Merzario A2 Merzario A4        | Ford Cosworth DFV V8 3.0                          | G    | 24 | Arturo Merzario        | 1-6, 8-15    |
| Merzario-Ford Cosworth Team Merzario                                         | Merzario A1B Merzario A2 Merzario A4        | Ford Cosworth DFV V8 3.0                          | G    | 24 | Gianfranco Brancatelli | 7            |
| Ligier-Ford Cosworth Ligier Gitanes                                          | Ligier JS11                                 | Ford Cosworth DFV V8 3.0                          | G    | 25 | Patrick Depailler      | 1-7          |
| Ligier-Ford Cosworth Ligier Gitanes                                          | Ligier JS11                                 | Ford Cosworth DFV V8 3.0                          | G    | 25 | Jacky Ickx             | 8-15         |
| Ligier-Ford Cosworth Ligier Gitanes                                          | Ligier JS11                                 | Ford Cosworth DFV V8 3.0                          | G    | 26 | Jacques Laffite        | Sve          |
| Williams-Ford Cosworth Albilad-Saudia Racing Team                            | Williams FW06 Williams FW07                 | Ford Cosworth DFV V8 3.0                          | G    | 27 | Alan Jones             | Sve          |
| Williams-Ford Cosworth Albilad-Saudia Racing Team                            | Williams FW06 Williams FW07                 | Ford Cosworth DFV V8 3.0                          | G    | 28 | Clay Regazzoni         | Sve          |
| Arrows-Ford Cosworth Warsteiner Arrows Racing Team                           | Arrows A1B Arrows A2                        | Ford Cosworth DFV V8 3.0                          | G    | 29 | Riccardo Patrese       | Sve          |
| Arrows-Ford Cosworth Warsteiner Arrows Racing Team                           | Arrows A1B Arrows A2                        | Ford Cosworth DFV V8 3.0                          | G    | 30 | Jochen Mass            | Sve          |
| Lotus-Ford Cosworth Rebaque-Ford Cosworth Team Rebaque                       | Lotus 79                                    | Ford Cosworth DFV V8 3.0                          | G    | 31 | Hector Rebaque         | 1–6, 8–12    |
| Lotus-Ford Cosworth Rebaque-Ford Cosworth Team Rebaque                       | Rebaque HR100                               | Ford Cosworth DFV V8 3.0                          | G    | 31 | Hector Rebaque         | 13–15        |
| Alfa Romeo Autodelta                                                         | Alfa Romeo 177 Alfa Romeo 179               | Alfa Romeo 115-12 F12 3.0 Alfa Romeo 1260 V12 3.0 | G    | 35 | Bruno Giacomelli       | 6, 8, 13, 15 |
| Alfa Romeo Autodelta                                                         | Alfa Romeo 177 Alfa Romeo 179               | Alfa Romeo 115-12 F12 3.0 Alfa Romeo 1260 V12 3.0 | G    | 36 | Vittorio Brambilla     | 13-15        |
| Kaushen-Ford Cosworth Willi Kaushen Racing Team                              | Kaushen WK                                  | Ford Cosworth DFV V8 3.0                          | G    | 36 | Gianfrance Brancatelli | 5-6          |

## Utrke
|     | Utrka                                             | 1.                                     | 2.                                     | 3.                                       |
| --- | ------------------------------------------------- | -------------------------------------- | -------------------------------------- | ---------------------------------------- |
|     |                                                   |                                        |                                        |                                          |
| 1.  | VN Argentine, Buenos Aires 21. siječnja 1979.     | Jacques Laffite Ligier-Ford Cosworth   | Carlos Reutemann Lotus-Ford Cosworth   | John Watson McLaren-Ford Cosworth        |
| 2.  | VN Brazila, Interlagos 4. veljače 1979.           | Jacques Laffite Ligier-Ford Cosworth   | Patrick Depailler Ligier-Ford Cosworth | Carlos Reutemann Lotus-Ford Cosworth     |
| 3.  | VN Južne Afrike, Kyalami 3. ožujka 1979.          | Gilles Villeneuve Ferrari              | Jody Scheckter Ferrari                 | Jean-Pierre Jarier Tyrrell-Ford Cosworth |
| 4.  | VN SAD Zapad, Long Beach 8. ožujka 1979.          | Gilles Villeneuve Ferrari              | Jody Scheckter Ferrari                 | Alan Jones Williams-Ford Cosworth        |
| 5.  | VN Španjolske, Jarama 29. travnja 1979.           | Patrick Depailler Ligier-Ford Cosworth | Carlos Reutemann Lotus-Ford Cosworth   | Mario Andretti Lotus-Ford Cosworth       |
| 6.  | VN Belgije, Zolder 13. svibnja 1979.              | Jody Scheckter Ferrari                 | Jacques Laffite Ligier-Ford Cosworth   | Didier Pironi Tyrrell-Ford Cosworth      |
| 7.  | VN Monaka, Monte Carlo 27. svibnja 1979.          | Jody Scheckter Ferrari                 | Clay Regazzoni Williams-Ford Cosworth  | Carlos Reutemann Lotus-Ford Cosworth     |
| 8.  | VN Francuske, Dijon-Prenois 1. srpnja 1979.       | Jean-Pierre Jabouille Renault          | Gilles Villeneuve Ferrari              | René Arnoux Renault                      |
| 9.  | VN Velike Britanije, Silverstone 14. srpnja 1979. | Clay Regazzoni Williams-Ford Cosworth  | René Arnoux Renault                    | Jean-Pierre Jarier Tyrrell-Ford Cosworth |
| 10. | VN Njemačke, Hockenheim 29. srpnja 1979.          | Alan Jones Williams-Ford Cosworth      | Clay Regazzoni Williams-Ford Cosworth  | Jacques Laffite Ligier-Ford Cosworth     |
| 11. | VN Austrije, Österreichring 12. kolovoza 1979.    | Alan Jones Williams-Ford Cosworth      | Gilles Villeneuve Ferrari              | Jacques Laffite Ligier-Ford Cosworth     |
| 12. | VN Nizozemske, Zandvoort 26. kolovoza 1979.       | Alan Jones Williams-Ford Cosworth      | Jody Scheckter Ferrari                 | Jacques Laffite Ligier-Ford Cosworth     |
| 13. | VN Italije, Monza 9. rujna 1979.                  | Jody Scheckter Ferrari                 | Gilles Villeneuve Ferrari              | Clay Regazzoni Williams-Ford Cosworth    |
| 14. | VN Kanade, Montreal 30. rujna 1979.               | Alan Jones Williams-Ford Cosworth      | Gilles Villeneuve Ferrari              | Clay Regazzoni Williams-Ford Cosworth    |
| 15. | VN SAD Istok, Watkins Glen 7. listopada 1979.     | Gilles Villeneuve Ferrari              | René Arnoux Renault                    | Didier Pironi Tyrrell-Ford Cosworth      |
|     |                                                   |                                        |                                        |                                          |

## Konačni poredak

### Vozači
| Mjesto | Vozač                 | Bodovi |
| ------ | --------------------- | ------ |
| 1.     | Jody Scheckter        | 51     |
| 2.     | Gilles Villeneuve     | 47     |
| 3.     | Alan Jones            | 40     |
| 4.     | Jacques Laffite       | 36     |
| 5.     | Clay Regazzoni        | 29     |
| 6.     | Patrick Depailler     | 20     |
| 7.     | Carlos Reutemann      | 20     |
| 8.     | René Arnoux           | 17     |
| 9.     | John Watson           | 15     |
| 10.    | Didier Pironi         | 14     |
| 11.    | Jean-Pierre Jarier    | 14     |
| 12.    | Mario Andretti        | 14     |
| 13.    | Jean-Pierre Jabouille | 9      |
| 14.    | Niki Lauda            | 4      |
| 15.    | Elio de Angelis       | 3      |
| 16.    | Nelson Piquet         | 3      |
| 17.    | Jacky Ickx            | 3      |
| 18.    | Jochen Mass           | 3      |
| 19.    | Riccardo Patrese      | 2      |
| 20.    | Hans Joachim Stuck    | 2      |
| 21.    | Emerson Fittipaldi    | 1      |

### Konstruktori
| Pozicija | Konstruktor              | Bodovi |
| -------- | ------------------------ | ------ |
| 1.       | Ferrari                  | 113    |
| 2.       | Williams-Ford Cosworth   | 75     |
| 3.       | Ligier-Ford Cosworth     | 61     |
| 4.       | Lotus-Ford Cosworth      | 39     |
| 5.       | Tyrrell-Ford Cosworth    | 28     |
| 6.       | Renault                  | 26     |
| 7.       | McLaren-Ford Cosworth    | 15     |
| 8.       | Brabham-Alfa Romeo       | 7      |
| 9.       | Arrows-Ford Cosworth     | 5      |
| 10.      | Shadow-Ford Cosworth     | 3      |
| 11.      | ATS-Ford Cosworth        | 2      |
| 12.      | Copersucar-Ford Cosworth | 1      |

## Vanjske poveznice
- Službena stranica Formule 1